# 中华人民共和国国家级生态功能保护区列表
中华人民共和国国家级生态功能保护区，是指跨省域和在保持流域、区域生态平衡，防止和减轻自然灾害，确保国家生态安全方面具有重要作用的江河源头区、重要水源涵养区、水土保持的重点预防保护区和重点监督区、江河洪水调蓄区、防风固沙区、重要渔业水域以及其他具有重要生态功能的区域，依照规定程序划定一定面积予以重点保护、建设和管理的区域。
2002年11月国家环保总局制定的《生态功能保护区评审管理办法》第四条規定，跨省域和对维护国家生态安全具有重要作用的重点流域、重点区域的重要生态功能区，建立国家级生态功能保护区；第五条規定，国家级生态功能保护区的建立，由省级人民政府提出申请，报国务院批准。
目前全国共有18个国家级生态功能保护区建设试点。
- 阴山北麓科尔沁沙地国家级生态功能保护区
- 三江平原国家级生态功能保护区
- 南水北调东线水源区国家级生态功能保护区
- 沿淮调蓄洪区国家级生态功能保护区
- 鄱阳湖国家级生态功能保护区
- 东江源国家级生态功能保护区
- 淮河源国家级生态功能保护区
- 鄂西北山区国家级生态功能保护区
- 洞庭湖国家级生态功能保护区
- 海南中部山区国家级生态功能保护区
- 若尔盖-玛曲国家级生态功能保护区
- 滇西北国家级生态功能保护区
- 雅鲁藏布江源头国家级生态功能保护区
- 秦岭山地国家级生态功能保护区
- 黑河流域国家级生态功能保护区
- 长江源国家级生态功能保护区
- 黄河源国家级生态功能保护区
- 塔里木河国家级生态功能保护区